# Rocksmith
Rocksmith – gra muzyczna wyprodukowana przez Ubisoft, bazująca na technologii gry Guitar Rising. Główną zaletą gry jest możliwość podłączenia każdej gitary elektrycznej. Początkowo gra była dostępna w sprzedaży tylko w Ameryce Północnej na platformę PlayStation 3 oraz Xbox 360. 18 października 2012 premierę miała wersja europejska na konsole i PC.
14 sierpnia 2012 w Stanach Zjednoczonych został wydany płatny DLC umożliwiający grę na gitarze basowej. W europejskiej wersji dodatek ten od momentu premiery sprzedawany był w pakiecie, wspólnie z grą.

## Wymagania sprzętowe
Gra Rocksmith zawiera adapter „Hercules”, który łączy standardowe wyjście gitarowe jack 6,35 mm (1/4 cala) z wejściem USB kompatybilnym z PC, PlayStation 3 oraz Xbox 360.
Gracz potrzebuje także własnej gitary z przetwornikiem.

## Ścieżka dźwiękowa
Źródło
| Utwór                           | Artysta                         | Rok wydania |
| ------------------------------- | ------------------------------- | ----------- |
| "The House of the Rising Sun"   | The Animals                     | 1964        |
| "When I’m with You"             | Best Coast                      | 2010        |
| "I Got Mine"                    | The Black Keys                  | 2008        |
| "Next Girl"                     | The Black Keys                  | 2010        |
| "Song 2"                        | Blur                            | 1997        |
| "Step Out of the Car"           | The Boxer Rebellion             | 2011        |
| "Sunshine of Your Love"         | Cream                           | 1967        |
| "We Share the Same Skies"       | The Cribs                       | 2009        |
| "Boys Don’t Cry"                | The Cure                        | 1979        |
| "I Want Some More"              | Dan Auerbach                    | 2009        |
| "Rebel Rebel"                   | David Bowie                     | 1974        |
| "I Can't Hear You"              | The Dead Weather                | 2010        |
| "Run Back to Your Side"         | Eric Clapton                    | 2010        |
| "Take Me Out"                   | Franz Ferdinand                 | 2004        |
| "Do You Remember"               | The Horrors                     | 2009        |
| "I Miss You"                    | Incubus                         | 1999        |
| "Slow Hands"                    | Interpol                        | 2004        |
| "Angela"                        | Jarvis Cocker                   | 2009        |
| "Well OK Honey"                 | Jenny O                         | 2010        |
| "Use Somebody"                  | Kings of Leon                   | 2008        |
| "Are You Gonna Go My Way"       | Lenny Kravitz                   | 1993        |
| "Surf Hell"                     | Little Barrie                   | 2011        |
| "Sweet Home Alabama"            | Lynyrd Skynyrd                  | 1974        |
| "Unnatural Selection"           | Muse                            | 2009        |
| "Plug In Baby"                  | Muse                            | 2001        |
| "In Bloom"                      | Nirvana                         | 1991        |
| "Breed"                         | Nirvana                         | 1991        |
| "Where is My Mind?"             | Pixies                          | 1988        |
| "Go With the Flow"              | Queens of the Stone Age         | 2002        |
| "High and Dry"                  | Radiohead                       | 1995        |
| "California Brain"              | RapScallions                    | 2011        |
| "Number Thirteen"               | Red Fang                        | 2011        |
| "Higher Ground"                 | Red Hot Chili Peppers           | 1989        |
| "(I Can’t Get No) Satisfaction" | The Rolling Stones              | 1965        |
| The Spider and the Fly"         | The Rolling Stones              | 1965        |
| "Play with Fire"                | The Rolling Stones              | 1965        |
| "Gobbledigook"                  | Sigur Rós                       | 2008        |
| "Panic Switch"                  | Silversun Pickups               | 2009        |
| "Outshined"                     | Soundgarden                     | 1991        |
| "Me and the Bean"               | Spoon                           | 2001        |
| "Between the Lines"             | Stone Temple Pilots             | 2010        |
| "Vasoline"                      | Stone Temple Pilots             | 1994        |
| "Under Cover of Darkness"       | The Strokes                     | 2011        |
| "Mean Bitch"                    | Taddy Porter                    | 2010        |
| "A More Perfect Union"          | Titus Andronicus                | 2010        |
| "Good Enough"                   | Tom Petty and the Heartbreakers | 2010        |
| "Slither"                       | Velvet Revolver                 | 2004        |
| "Burnished"                     | White Denim                     | 2011        |
| "Icky Thump"                    | The White Stripes               | 2007        |
| "Islands"                       | The xx                          | 2009        |
| "Chimney"                       | The Yellow Moon Band            | 2009        |

Gra zawiera także 6 utworów, które da się odblokować w trakcie gry.
| Utwór                      | Artysta           | Rok wydania |
| -------------------------- | ----------------- | ----------- |
| "Ricochet"                 | Brian Adam McCune | 2011        |
| "Boss"                     | Chris Lee         | 2011        |
| "Space Ostrich"            | Disonaur          | 2011        |
| "Jules"                    | Seth Chapla       | 2011        |
| "The Star Spangled Banner" | Seth Chapla       | 2011        |
| "Six AM Salvation"         | Versus Them       | 2011        |

## Dodatkowe tryby w grze

### Guitarcade
Rocksmith zawiera tryb "Guitarcade" z mini-grami które pomagają graczowi polepszyć swoje umiejętności:
- Ducks jest grą podobną do Galaga, uczy położenia progów na gitarze na jednej strunie.
- Super Ducks podobna do mini-gry Ducks, lecz gra się na wszystkich sześciu strunach.
- Scale Runner skupia się na uczeniu skal muzycznych.
- Quick Pick Dash skupia się na technice tremolo, gdzie gracz uderza w strunę najszybciej jak to możliwe.
- Big Swing Baseball gracz musi trafić w piłkę grając i podciągając odpowiednią nutę na gitarze.
- Super Slider
- Dawn of the Chordead zagraj prawidłowy akord by zabić zombie.
- Harmonically Challenged jest grą typu "Simon mówi" gdzie gracz powtarza serie flażoletów

### Technique Challenge
Technique Challenge wyróżnia specyficzne techniki lub części utworów z którymi gracz może mieć trudności. Gra pokazuje graczowi film który wyjaśnia prawidłową technikę a potem "wyzywa" gracza by powtórzył tę technikę na gitarze. Gracz może także zaznaczyć część utworu i ćwiczyć ją w wolniejszym tempie.

### Amp Mode
Amp Mode zmienia platformę na której zainstalowana jest gra w konfigurowalny wzmacniacz gitarowy, zawierający wiele efektów oraz ustawień wzmacniacza. Gra domyślnie zmienia ustawienia w trakcie gry na odpowiednie do danego utworu, dzięki czemu brzmią one tak jak powinny, jednak dzięki Amp Mode ustawienia te mogą być zmienione w celach eksperymentowania z różnymi brzmieniami.
W trakcie każdego utworu możesz aktywować jeden z trzech ustawionych "niestandardowych dźwięków".
W trakcie gdy jesteś w Amp Mode, masz do dyspozycji trzy sloty efektów w trzech różnych pozycjach [Pre / Loop / Post]. Kombinacje różnych efektów w różnych pozycjach tworzą unikalne brzmienia które mogą być zapisane i użyte w Amp Mode lub w trakcie gry.

## Odbiór gry
Większość krytyków dała grze pozytywne oceny.
Curtis Silver z magazynu Wired ocenił grę na 9/10 chwaląc intuicyjną naturę śledzenia nut oraz napisał, że Rocksmith jest zdumiewającym narzędziem do nauki gry na gitarze.
Adam Dulge ze strony PlayStation Universe ocenił grę na 8,5 na 10.
Jordan Mallory z Joystiq ocenił grę na 2,5/5 twierdząc, że Rocksmith zawiódł jako platforma edukacyjna oraz jako gra muzyczna.

## Downloadable content
Co 2 tygodnie Ubisoft wydaje DLC z nowymi utworami bądź efektami.
| Utwór                                    | Artysta                             | Rok wydania | Paczka                        | Data                   |
| ---------------------------------------- | ----------------------------------- | ----------- | ----------------------------- | ---------------------- |
| "Free Bird"                              | Lynyrd Skynyrd                      | 1973        | Rock Hits 1                   | 1 listopada 2011(dts)  |
| "Bodysnatchers"                          | Radiohead                           | 2007        | Rock Hits 1                   | 1 listopada 2011(dts)  |
| "Tighten Up"                             | The Black Keys                      | 2010        | Rock Hits 1                   | 1 listopada 2011(dts)  |
| "Smoke on the Water"                     | Deep Purple                         | 1972        | Rock Hits 70s                 | 15 listopada 2011(dts) |
| "More than a Feeling"                    | Boston                              | 1976        | Rock Hits 70s                 | 15 listopada 2011(dts) |
| "Jessica"                                | The Allman Brothers Band            | 1973        | Rock Hits 70s                 | 15 listopada 2011(dts) |
| "Cousins"                                | Vampire Weekend                     | 2010        | Rock Hits 2                   | 29 listopada 2011(dts) |
| "20th Century Boy"                       | T. Rex                              | 1973        | Rock Hits 2                   | 29 listopada 2011(dts) |
| "I Hate Everything About You"            | Three Days Grace                    | 2004        | Rock Hits 2                   | 29 listopada 2011(dts) |
| "Symphony of Destruction"                | Megadeth                            | 1992        | Megadeth Song Pack            | 13 grudnia 2011(dts)   |
| "Hangar 18"                              | Megadeth                            | 1990        | Megadeth Song Pack            | 13 grudnia 2011(dts)   |
| "Public Enemy No. 1"                     | Megadeth                            | 2011        | Megadeth Song Pack            | 13 grudnia 2011(dts)   |
| "Carol of the Bells"                     | Seth Chapla                         | 2011        | Holiday Song Pack             | 20 grudnia 2011(dts)   |
| "God Rest Ye Merry, Gentlemen"           | Brian Adam McCune                   | 2011        | Holiday Song Pack             | 20 grudnia 2011(dts)   |
| "We Three Kings"                         | Versus Them                         | 2011        | Holiday Song Pack             | 20 grudnia 2011(dts)   |
| "Just Got To Be"                         | The Black Keys                      | 2006        | The Black Keys Song Pack      | 27 grudnia 2011(dts)   |
| "Mind Eraser"                            | The Black Keys                      | 2011        | The Black Keys Song Pack      | 27 grudnia 2011(dts)   |
| "Gold On The Ceiling"                    | The Black Keys                      | 2011        | The Black Keys Song Pack      | 27 grudnia 2011(dts)   |
| "(Don't Fear) The Reaper"                | Blue Öyster Cult                    | 1976        | Rock Hits 60s-70s             | 17 stycznia 2012(dts)  |
| "Space Oddity"                           | David Bowie                         | 1969        | Rock Hits 60s-70s             | 17 stycznia 2012(dts)  |
| "Barracuda"                              | Heart                               | 1977        | Rock Hits 60s-70s             | 17 stycznia 2012(dts)  |
| "Jeremy"                                 | Pearl Jam                           | 1991        | Pearl Jam Song Pack           | 7 lutego 2012(dts)     |
| "Black"                                  | Pearl Jam                           | 1991        | Pearl Jam Song Pack           | 7 lutego 2012(dts)     |
| "Dammit"                                 | Blink-182                           | 1997        | Blink-182 Song Pack           | 21 lutego 2012(dts)    |
| "All The Small Things"                   | Blink-182                           | 2000        | Blink-182 Song Pack           | 21 lutego 2012(dts)    |
| "What's My Age Again?"                   | Blink-182                           | 1999        | Blink-182 Song Pack           | 21 lutego 2012(dts)    |
| "Kryptonite"                             | 3 Doors Down                        | 2000        | 3 Doors Down Song Pack        | 6 marca 2012(dts)      |
| "Loser"                                  | 3 Doors Down                        | 2000        | 3 Doors Down Song Pack        | 6 marca 2012(dts)      |
| "When I'm Gone"                          | 3 Doors Down                        | 2002        | 3 Doors Down Song Pack        | 6 marca 2012(dts)      |
| "The Thrill is Gone"                     | B.B. King                           | 1969        | Blues Hits                    | 20 marca 2012(dts)     |
| "Born Under a Bad Sign"                  | Albert King with Stevie Ray Vaughan | 1967        | Blues Hits                    | 20 marca 2012(dts)     |
| "Soul Man"                               | The Blues Brothers                  | 1978        | Blues Hits                    | 20 marca 2012(dts)     |
| "Bring Me to Life"                       | Evanescence                         | 2003        | Rock Hits 3                   | 3 kwietnia 2012(dts)   |
| "Pumped Up Kicks"                        | Foster the People                   | 2011        | Rock Hits 3                   | 3 kwietnia 2012(dts)   |
| "This Love"                              | Maroon 5                            | 2002        | Rock Hits 3                   | 3 kwietnia 2012(dts)   |
| "Breaking the Law"                       | Judas Priest                        | 1980        | Judas Priest Song Pack        | 17 kwietnia 2012(dts)  |
| "Living After Midnight"                  | Judas Priest                        | 1980        | Judas Priest Song Pack        | 17 kwietnia 2012(dts)  |
| "Painkiller"                             | Judas Priest                        | 1990        | Judas Priest Song Pack        | 17 kwietnia 2012(dts)  |
| "Roxanne"                                | The Police                          | 1978        | The Police Song Pack          | 1 maja 2012(dts)       |
| "Message in a Bottle"                    | The Police                          | 1979        | The Police Song Pack          | 1 maja 2012(dts)       |
| "Synchronicity II"                       | The Police                          | 1983        | The Police Song Pack          | 1 maja 2012(dts)       |
| "Gone Away"                              | The Offspring                       | 1997        | The Offspring Song Pack       | 15 maja 2012(dts)      |
| "Come Out and Play (Keep 'Em Separated)" | The Offspring                       | 1994        | The Offspring Song Pack       | 15 maja 2012(dts)      |
| "Self Esteem"                            | The Offspring                       | 1994        | The Offspring Song Pack       | 15 maja 2012(dts)      |
| "Planetary (GO!)"                        | My Chemical Romance                 | 2011        | My Chemical Romance Song Pack | 29 maja 2012(dts)      |
| "Welcome To The Black Parade"            | My Chemical Romance                 | 2006        | My Chemical Romance Song Pack | 29 maja 2012(dts)      |
| "Na Na Na (Na Na Na Na Na Na Na Na Na)"  | My Chemical Romance                 | 2010        | My Chemical Romance Song Pack | 29 maja 2012(dts)      |
| "Keep Yourself Alive"                    | Queen                               | 1973        | Queen Song Pack               | 12 czerwca 2012(dts)   |
| "Bohemian Rhapsody"                      | Queen                               | 1975        | Queen Song Pack               | 12 czerwca 2012(dts)   |
| "Fat Bottomed Girls"                     | Queen                               | 1978        | Queen Song Pack               | 12 czerwca 2012(dts)   |
| "Killer Queen"                           | Queen                               | 1974        | Queen Song Pack               | 12 czerwca 2012(dts)   |
| "Stone Cold Crazy"                       | Queen                               | 1974        | Queen Song Pack               | 12 czerwca 2012(dts)   |
| "Godzilla"                               | Blue Öyster Cult                    | 1977        | Rock Hits 4                   | 26 czerwca 2012(dts)   |
| "My Sharona"                             | The Knack                           | 1979        | Rock Hits 4                   | 26 czerwca 2012(dts)   |
| "Hit Me with Your Best Shot"             | Pat Benatar                         | 1980        | Rock Hits 4                   | 26 czerwca 2012(dts)   |
| "Redneck"                                | Lamb of God                         | 2006        | Rock Hits 2000's              | 10 lipca 2012(dts)     |
| "I Believe in a Thing Called Love"       | The Darkness                        | 2003        | Rock Hits 2000's              | 10 lipca 2012(dts)     |
| "Paralyzer"                              | Finger Eleven                       | 2006        | Rock Hits 2000's              | 10 lipca 2012(dts)     |
| "My Girl"                                | The Temptations                     | 1964        | Soul Hits                     | 24 lipca 2012(dts)     |
| "(Sittin' On) The Dock of the Bay"       | Otis Redding                        | 1967        | Soul Hits                     | 24 lipca 2012(dts)     |
| "What's Going On"                        | Marvin Gaye                         | 1971        | Soul Hits                     | 24 lipca 2012(dts)     |

### DLC wzmacniacze i sprzęt
| Nazwa                    | Typ                 | Paczka                        | Data                      |
| ------------------------ | ------------------- | ----------------------------- | ------------------------- |
| Tone Designer Time Saver | All Standard Pedals | Tone Designer Time Saver Pack | 18 października 2011(dts) |
| SicSicSicS               | Distortion Pedal    | Heavy Metal – Gear Pack       | 28 lutego 2012(dts)       |
| Caverb                   | Delay Pedal         | Heavy Metal – Gear Pack       | 28 lutego 2012(dts)       |
| Scooped                  | Filter Pedal        | Heavy Metal – Gear Pack       | 28 lutego 2012(dts)       |
| RSMP-12                  | High-Gain Amp       | Heavy Metal – Gear Pack       | 28 lutego 2012(dts)       |
| RSMP-12 4×12             | Cabinet             | Heavy Metal – Gear Pack       | 28 lutego 2012(dts)       |

## Kontrowersje
Kiedy Ubisoft zgłosiło Europejski znak handlowy na nazwę "Rocksmith" w marcu 2011 roku, brytyjski zespół zgłosił sprzeciw, twierdząc, że używają oni tej nazwy od 4 lat i mają ją zarejestrowaną od 8 lat.